# Agrilus viridescens
Agrilus viridescens é uma espécie de escaravelhos perfurador de madeira metálico da família Buprestidae. É conhecida a sua existência na América Central e América do Norte.